# Рајнхард Лауер
Рајнхард Лауер (рођен 15. марта 1935) немачки је историчар књижевности и академик, инострани члан састава Српске академије науке и уметности од 15. децембра 1988.

## Биографија
Студирао је славистику, германистику и историју Источне Европе на Универзитету Марбург, на Универзитету у Београду, на Универзитету у Франкфурту и на Слободном универзитету у Берлину 1954—1960. Завршио је докторат на Универзитету у Франкфурту 1960. године и хабилитацију 1969. Радио је као редовни професор на Универзитету у Гетингену од 1970. и предавао је „Песник Иво Андрић” у Српској академији науке и уметности априла 1990. Уредник је серије Opera slavica. Члан је Академије науке у Гетингену од 1980, дописни је члан Хрватске академије наука и уметности од 1989, члан је Аустријске академије науке од 1995, инострани је члан састава САНУ од 15. децембра 1988. и члан је Словеначке академије наука и уметности од 2003. године.